# Apteryx
Apteryx – rodzaj ptaków z rodziny kiwi (Apterygidae).

## Zasięg występowania
Rodzaj obejmuje gatunki występujące na Nowej Zelandii.

## Morfologia
Długość ciała 50–65 cm, długość dzioba samic 75–205 mm, samców 63–155 mm; masa ciała samic 1000–3850 g, samców 880–3060 g.

## Systematyka

### Etymologia
- Apteryx (Apterix, Apternyx): gr. negatywny przedrostek  α- a- „bez, brak”; πτερυξ pterux, πτερυγος pterugos „skrzydło”[8].
- Stictapteryx: gr. στικτος stiktos „cętkowany, nakrapiany”, od στιζω stizō „tatuować”; rodzaj Apteryx Shaw, 1813[9]. Gatunek typowy: Apteryx owenii Gould, 1847.
- Kiwi: Kiwi lub Kiwikiwi, nazwy używane przez Maorysów z Nowej Zelandii, w aluzji do przenikliwych i gwiżdżących nawoływań kiwi[10]. Gatunek typowy: Apteryx owenii Gould, 1847.

### Podział systematyczny
Do rodzaju należą następujące gatunki:
- Apteryx maxima P.L. Sclater & von Hochstetter, 1861 – kiwi plamisty
- Apteryx owenii Gould, 1847 – kiwi mały
- Apteryx mantelli A.D. Bartlett, 1852 – kiwi północny
- Apteryx rowi Tennyson, Palma, H.A. Robertson, Worthy & B.J. Gill, 2003 – kiwi szary
- Apteryx australis Shaw, 1813 – kiwi brunatny